# Bradypodion pumilum
Bradypodion pumilum (капський карликовий хамелеон) — вид ігуаноподібних ящірок родини хамелеонових (Chamaeleonidae). Ендемік Південно-Африканської Республіки.

## Поширення й екологія
Капські карликові хамелеони поширені на крайньому південному заході ПАР, від Капського півострова до мису Агуальяс. Вони живуть у заростях фінбошу і реностервельду, в парках і садах. Живляться комахами. Яйцеживородні.

## Збереження
МСОП класифікує стан збереження цього виду як близький до загрозливого. Bradypodion pumilum загрожує знищення природного середовища.